# Astiphromma tridentatum
Astiphromma tridentatum là một loài tò vò trong họ Ichneumonidae.